# Chasse au fusil
On peut distinguer plusieurs types de chasse au fusil (ou carabine)
- La chasse à l'affût : attendre le gibier à un point de passage connu.

- La chasse en battue : provoquer le passage du gibier à des postes prédéfinis avec l'aide de chiens.

- La chasse en poussée silencieuse : provoquer le passage du gibier à des postes prédéfinis sans l'aide de chiens (pas d'aboiements donc).

- La chasse à l'approche : approcher le gibier le plus près possible, sans se faire repérer par celui-ci